# Sybra punctulicollis
Sybra punctulicollis là một loài bọ cánh cứng trong họ Cerambycidae.